# Regionalne deformacije koštanozglobnog sistema
Regionalne deformacije koštanozglobnog sistema ili specifična regionalne deformacije koštanozglobnog sistema, su izuzetno česta pojava kod degenerativnih reumatičnih promena na koštanozglobnom sistemu, od kojih boluje više od 50% osoba starijih od 60 godina.
Na ovoj stranici navedene su najčešće sepecifične deformacije gornjih i donjih udova koje se sreću u svakodnevnoj reumatološkoj praksi.

## Specifične regionalne deformacije donjih udova
| Donji udovi                 | Opis                                                                                   |
| --------------------------- | -------------------------------------------------------------------------------------- |
| Coxa vara                   | Smanjen ugao između vrata i tela butne kosti                                           |
| Hallux abducovalgus         | Palac stopala skrenut prema spolja                                                     |
| Genus varum                 | Tibija usmerena prema sredini tela (medijalno) u odnosu na uzdužnu osovinu butne kosti |
| Dislokacija patele (čašice) | Pomerena čašica prema spolja i sredini u odnosu na uzdužnu osovinu butne kosti         |
| Valgus deformacija pete     | Peta zakrenuta lateralno (put spolja) u odnosu na skočni zglob                         |
| Pes planovalgus             | Spušten uzdužni luk stopala i zakrenutost u smislu inverzije                           |
| Pes ekvinovarus             | Podignut uzdužni luk stopala, plantarnafleksija i zakrenutost u smislu inverzije       |
| Fiksna fleksija kolena      | Nemogućnost ekstenzije, koleno je stalno u položaju fleksije                           |
| Fiksna fleksija kuka        | Nemogućnost ekstenzije, kuk je stalno u položaju fleksije                              |

## Specifične regionalne deformacije gornjih udova
| Gornji udovi                                      | Opis                                                                                       |
| ------------------------------------------------- | ------------------------------------------------------------------------------------------ |
| Fiksirana fleksija DIP, PIP, MCP zglobova         | Nemogućnost ispravljanja prstiju                                                           |
| Ulnarna devijacija                                | Lateralna zakrenutost prstiju sa delimičnom subluksacijom MCP zglobova                     |
| Deformacija prsta u obliku „labudovog vrata“      | Hiperekstenzija PIP zglobova sa fiksiranom fleksijom DIP zglobova                          |
| Deformacija prsta u obliku „rupice za dugme“      | Fiksna fleksija PIP zglobova                                                               |
| Palac u obliku slova „Ž“                          | Hiperekstenzija prvog IP zgloba sa primarnom subluksacijom prvog MCP zgloba                |
| Volarna subluksacija ručja                        | Ručje pomereno unazad u odnosu na distalni deo radijusa                                    |
| Dorzalna subluksacija donjeg radioulnarnog zgloba | Izbačen stiloidni nastavak ulne                                                            |
| Fiksirana fleksija lakta                          | Nemogućnost potpunog ispravljanja lakta                                                    |
| Cubitus valgus                                    | Zakrenutost prema spolja uzdužne osovine podlaktice u odnosu na uzdužnu osovinu nadlaktice |
| Gornja subluksacija ramena                        | Glava humerusa pomerena nagore usled atrofije ili rupture mišića rotatora lakta            |
| Prednja dislokacija ramena                        | Glava humerusa pomerena unapred u odnosu na glenoidnu zglobnu površinu lopatice            |
| Zadnja dislokacija ramena                         | Glava humerusa pomerena unazad u odnosu na glenoidnu zglobnu površinu lopatice             |

## Literatura
1. ↑  Emery P. Rheumatology highllgths. 1997. Helath Press Oxford, 1977.

1. Popović M, i sar. Reumatične i srodne bolesti (dijagnoza i terapija) Vojnoizdavački zavod, Beograd 2000., str.860 -661
2. Popović M, i sar. Podsetnik-vodič iz reumatologije Vojnoizdavački zavod, Beograd 2000., str.88

|  | Molimo Vas, obratite pažnju na važno upozorenje u vezi sa temama iz oblasti medicine (zdravlja). |